# Pharismanes

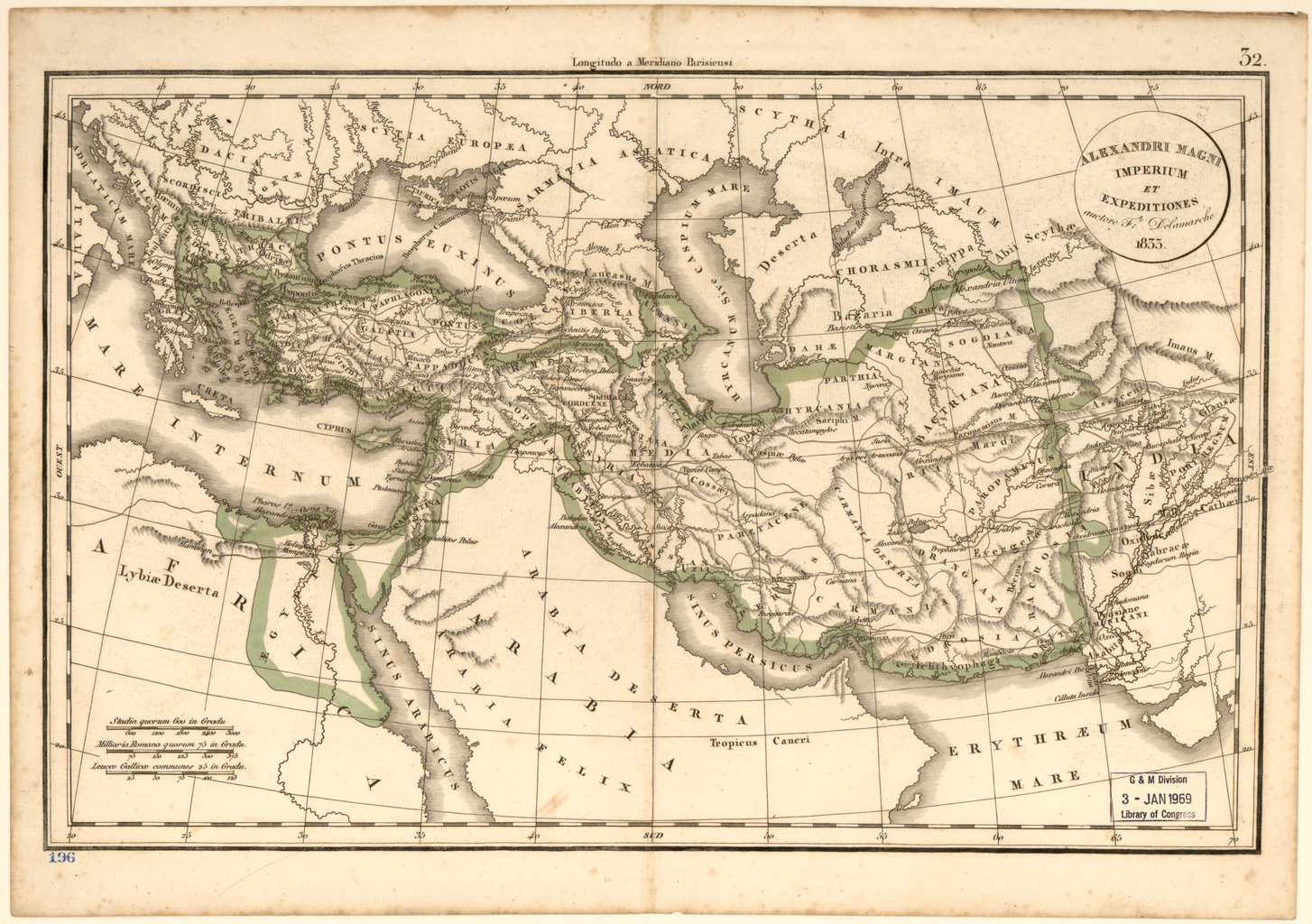
Pharismanes megkapta a Macedón Birodalom alatt Parthia és Hyrcania satrapáit

Pharismanes pártus eredetű hellenisztikus tartományi kormányzó, satrapája Parthiának, illetve Hyrcanii városának. Uralkodását apja,  Phrataphernes Kr. e. 320 körüli halálozása után kezdte.
Nagy Sándor Kr. e. 325-ben átkelt a Gedrosziai-sivatagon, elveszítette serege nagy részét, majd az év decemberében találkozott a carmaniai Kraterosszal, aki jelentős készletekkel segítette az elgyengült hadsereget. Krateroszt számos hellenista satrapa kísérte, köztük Sztaszanor, Aria és Zarangia satrapája és Pharismes mint Parthia és Hyrcania satrapája.  Hoztak magukkal lovakat és tevéket, mivel arra számítottak, hogy Sándor serege elvesztette az állatok nagy részét a gedrosziai utazás során.  

## Fordítás
Ez a szócikk részben vagy egészben  a   Pharismanes című angol Wikipédia-szócikk ezen változatának fordításán alapul.  Az eredeti cikk szerkesztőit annak laptörténete sorolja fel. Ez a jelzés csupán a megfogalmazás eredetét és a szerzői jogokat jelzi, nem szolgál a cikkben szereplő információk forrásmegjelöléseként.